# Campeonato Paraibano de Futebol Feminino de 2019
O Campeonato Paraibano de Futebol Feminino de 2019 foi a 8ª edição do principal torneio de futebol feminino do estado da Paraíba, disputada entre 21 de setembro e 7 de dezembro. A competição foi organizada pela Federação Paraibana de Futebol e contou com a participação de 7 equipes. O Auto Esporte-PB, campeão do torneio, além do título estadual, ganhou o direito de participar da Série A2 do Campeonato Brasileiro de Futebol Feminino de 2020.

## Regulamento
A primeira fase (classificatória) foi disputada da seguinte maneira: os 7 times se enfrentaram em dois turnos, no sistema de todos contra todos. Os dois primeiros colocados avançaram para a decisão, que ocorreu em duas partidas.
O campeão teve vaga garantida na Série A2 do Campeonato Brasileiro de Futebol Feminino de 2020.

### Critérios de desempate
Caso houvesse empate de pontos entre dois ou mais clubes, os critérios de desempates foram aplicados na seguinte ordem:
1. Número de vitórias
2. Saldo de gols
3. Gols marcados
4. Confronto direto
5. Número de cartões vermelhos
6. Número de cartões amarelos

## Equipes Participantes
Abaixo, a lista dos clubes participantes do campeonato.

### Estádios
| João Pessoa            | João Pessoa                                                                                       | João Pessoa                                                                                       |
| ---------------------- | ------------------------------------------------------------------------------------------------- | ------------------------------------------------------------------------------------------------- |
| Estádio Almeidão       | CT Ivan Tomaz                                                                                     | Estádio Mangabeirão                                                                               |
| Capacidade: 19.000     | Capacidade: 2.000                                                                                 | Capacidade: 3.000[carece de fontes?]                                                              |
| Campina Grande         | Auto Esporte Botafogo Guará Kashima Mixto São Paulo Crystal TrezeLocalização dos times no estado. | Auto Esporte Botafogo Guará Kashima Mixto São Paulo Crystal TrezeLocalização dos times no estado. |
| Presidente Vargas      | Auto Esporte Botafogo Guará Kashima Mixto São Paulo Crystal TrezeLocalização dos times no estado. | Auto Esporte Botafogo Guará Kashima Mixto São Paulo Crystal TrezeLocalização dos times no estado. |
| Capacidade: 8.885      | Auto Esporte Botafogo Guará Kashima Mixto São Paulo Crystal TrezeLocalização dos times no estado. | Auto Esporte Botafogo Guará Kashima Mixto São Paulo Crystal TrezeLocalização dos times no estado. |
| Cruz do Espírito Santo | Auto Esporte Botafogo Guará Kashima Mixto São Paulo Crystal TrezeLocalização dos times no estado. | Auto Esporte Botafogo Guará Kashima Mixto São Paulo Crystal TrezeLocalização dos times no estado. |
| Estádio Carneirão      | Auto Esporte Botafogo Guará Kashima Mixto São Paulo Crystal TrezeLocalização dos times no estado. | Auto Esporte Botafogo Guará Kashima Mixto São Paulo Crystal TrezeLocalização dos times no estado. |
| Capacidade: 1.200      | Auto Esporte Botafogo Guará Kashima Mixto São Paulo Crystal TrezeLocalização dos times no estado. | Auto Esporte Botafogo Guará Kashima Mixto São Paulo Crystal TrezeLocalização dos times no estado. |

## Primeira Fase
| 1 | Auto Esporte      | 28 | 12 | 8 | 4 | 0  | 65 | 7   | +58  |
| 2 | Mixto             | 27 | 12 | 8 | 3 | 1  | 45 | 9   | +36  |
| 3 | Botafogo          | 26 | 12 | 7 | 5 | 0  | 71 | 4   | +66  |
| 4 | Treze             | 13 | 12 | 4 | 1 | 7  | 23 | 41  | -18  |
| 5 | Guará             | 12 | 12 | 3 | 3 | 6  | 19 | 37  | -18  |
| 6 | Kashima           | 9  | 12 | 2 | 3 | 7  | 16 | 31  | -16  |
| 7 | São Paulo Crystal | 1  | 12 | 0 | 1 | 11 | 9  | 116 | -107 |

|  |                            |
|  | Classificados para a Final |
|  | Eliminados                 |

| Mixto             | -    | 0-0  | 1-2  | 1-0 | 4-1  | 4-1 | 9-0  |
| Botafogo          | 0-0  | -    | 1-1  | 5-0 | 11-0 | 9-0 | 15-0 |
| Auto Esporte      | 2-2  | 0-0  | -    | 3-0 | W.O  | 1-1 | 19-0 |
| Kashima           | 1-2  | 2-6  | 1-5  | -   | 0-0  | 2-2 | 3-0  |
| Treze             | 0-5  | 0-5  | 0-5  | 5-2 | -    | 1-3 | 9-2  |
| Guará             | 1-4  | 1-1  | 1-8  | 0-2 | W.O  | -   | 7-1  |
| São Paulo Crystal | 1-13 | 0-18 | 0-16 | 3-3 | 1-2  | 1-2 | -    |

### Desempenho
Posição dos clubes na classificação geral ao encerramento de cada rodada.

## Estatísticas

### Artilharia
| Posição | Jogadora        | Time         | 1ªR | 2ªR | 3ªR | 4ªR | 5ªR | 6ªR | 7ªR | 8ªR | 9ªR | 10ªR | 11ªR | 12ªR | 13ªR | 14ªR | 1F | 2F | Gol(o)s |
| ------- | --------------- | ------------ | --- | --- | --- | --- | --- | --- | --- | --- | --- | ---- | ---- | ---- | ---- | ---- | -- | -- | ------- |
| 1       | Leticia         | Auto Esporte |     | 0   | 0   | 1   | 7   | 1   | 2   |     | 4   | 2    | 0    | 11   | 0    | 1    | 0  | 0  | 29      |
| 2       | Kaith Louise    | Botafogo     | 0   | 3   | 0   | 0   | 1   | 1   |     | 2   | 7   | 0    | 3    | 2    | 0    |      |    |    | 20      |
| 3       | Williane        | Botafogo     | 1   | 4   | 0   | 0   | 1   | 0   |     | 1   | 0   | 0    | 2    | 3    | 0    |      |    |    | 12      |
| 4       | Priscila Dallas | Mixto        | 1   | 2   | 0   |     | 0   | 2   | 1   | 0   | 1   | 0    |      | SI   | 4    | 0    | 0  | 0  | 11      |
| 4       | Tamara          | Auto Esporte |     | 0   | 2   | 0   | 3   | 0   | 0   |     | 1   | 2    | 0    | 1    | 0    | 0    | 0  | 2  | 11      |
| 6       | Raíssa          | Mixto        | 1   | 1   | 0   |     | 0   | 0   | 1   | 0   | 0   | 0    |      | SI   | 3    | 0    | 1  | 1  | 8       |
| 7       | Natália         | Botafogo     | 1   | 4   | 0   | 0   | 1   | 0   |     | 0   | 0   | 0    | 0    | 1    | 0    |      |    |    | 7       |
| 7       | Raquel          | Treze        | 0   | 0   | 0   | 0   | 0   |     | 0   | 4   | 1   | 1    | 0    | 0    |      | 1    |    |    | 7       |
| 9       | Daniele         | Treze        | 0   | 0   | 0   | 0   | 0   |     | 0   | 2   | 0   | 0    | 0    | 0    |      | 4    |    |    | 6       |
| 9       | Deborah         | Auto Esporte |     | 0   | 0   | 1   | 2   | 0   | 0   |     | 1   | 0    | 0    | 1    | 0    | 0    | 0  | 1  | 6       |
| 9       | Maíza Piovesan  | Mixto        | 0   | 2   | 0   |     | 1   | 2   | 0   | 0   | 1   | 0    |      | 0    | 0    | 0    | 0  | 0  | 6       |
| 9       | Rafaela         | Guará        | 0   | 1   | 0   | 0   |     | 0   | 1   | 0   | 1   | 2    | 0    |      | 1    | 0    |    |    | 6       |
| 9       | Rayane          | Kashima      | 0   |     | 0   | 1   | 0   | 0   | 0   | 1   |     | 0    | 3    | 0    | 1    | 0    |    |    | 6       |
| 9       | Rosicleide      | Guará        | 1   | 0   | 0   | 0   |     | 0   | 0   | 1   | 0   | 0    | 0    |      | 1    | 3    |    |    | 6       |
| 9       | Zayra           | Botafogo     |     | 1   | 2   | 0   | 0   | 0   |     | 0   | 0   | 0    | 0    | 3    | 0    | 0    |    |    | 6       |

Fonte: FPF.com

Nota:Não consta a súmula refente à partida entre Mixto e Kashima, válida pela 12ª rodada, na Federação Paraibana de Futebol.

### Tripletes
| Jogadora        | Gol(o)s                                                              | Clube        | Adversário        | Placar | Data           | Etapa      | Ref.   |
| --------------- | -------------------------------------------------------------------- | ------------ | ----------------- | ------ | -------------- | ---------- | ------ |
| Williane        | 24', 25', 32' (1ºT), 31' (2ºT)                                       | Botafogo     | São Paulo Crystal | 15–0   | 29 de Setembro | 2ª rodada  | [ 6 ]  |
| Kaith Louise    | 3', 36', 37' (1ºT)                                                   | Botafogo     | São Paulo Crystal | 15–0   | 29 de Setembro | 2ª rodada  | [ 6 ]  |
| Natália         | 19' (1ºT), 2', 24' (2ºT)                                             | Botafogo     | São Paulo Crystal | 15–0   | 29 de Setembro | 2ª rodada  | [ 6 ]  |
| Leticia         | 2', 31', 36' (1ºT), 11', 15', 17', 18' (2ºT)                         | Auto Esporte | São Paulo Crystal | 16–0   | 13 de Outubro  | 5ª rodada  | [ 7 ]  |
| Tamara          | 35' (1ºT), 12', 24' (2ºT)                                            | Auto Esporte | São Paulo Crystal | 16–0   | 13 de Outubro  | 5ª rodada  | [ 7 ]  |
| Raquel          | 45' (1ºT), 34', 41', 44' (2ºT)                                       | Treze        | São Paulo Crystal | 9–2    | 27 de Outubro  | 8ª rodada  | [ 8 ]  |
| Nadine          | 8', 9', 40' (1ºT)                                                    | Botafogo     | Kashima           | 6–2    | 28 de Outubro  | 8ª rodada  | [ 9 ]  |
| Leticia         | 3', 25', 38' (1ºT), 6' (2ºT)                                         | Auto Esporte | Guará             | 1–8    | 30 de Outubro  | 9ª rodada  | [ 10 ] |
| Rayane          | 9' (1ºT), 17', 39' (2ºT)                                             | Kashima      | São Paulo Crystal | 3–3    | 07 de Novembro | 11ª rodada | [ 11 ] |
| Kaith Louise    | 36' (1ºT), 1', 41' (2ºT)                                             | Botafogo     | Guará             | 9–0    | 07 de Novembro | 11ª rodada | [ 12 ] |
| Leticia         | 5', 10', 11', 21', 24', 31', 34', 38' (1ºT), 4', 19', 34', 45' (2ºT) | Auto Esporte | São Paulo Crystal | 19–0   | 11 de Novembro | 12ª rodada | [ 13 ] |
| Zayra           | 8', 15', 19' (1ºT)                                                   | Botafogo     | Treze             | 11–0   | 11 de Novembro | 12ª rodada | [ 14 ] |
| Williane        | 25' (1ºT), 3', 25' (2ºT)                                             | Botafogo     | Treze             | 11–0   | 11 de Novembro | 12ª rodada | [ 14 ] |
| Priscila Dallas | 7' (1ºT), 10', 24', 31' (2ºT)                                        | Mixto        | São Paulo Crystal | 13–1   | 14 de Novembro | 13ª rodada | [ 15 ] |
| Raíssa          | 31' (1ºT), 17', 37' (2ºT)                                            | Mixto        | São Paulo Crystal | 13–1   | 14 de Novembro | 13ª rodada | [ 15 ] |
| Rosicleide      | 39' (1ºT), 27', 45' (2ºT)                                            | Guará        | São Paulo Crystal | 7–0    | 17 de Novembro | 14ª rodada | [ 16 ] |
| Daniele         | 21', 45' (1ºT), 11', 45+2' (2ºT)                                     | Treze        | São Paulo Crystal | 5–2    | 17 de Novembro | 14ª rodada | [ 17 ] |

## Final
Jogo IDA
| 3 de dezembro | Mixto        | 1 – 1 | Auto Esporte-PB | Estádio da Graça |
| 20:15         | Gabriela 12' |       | 53' Ray         |                  |

Jogo VOLTA
| 7 de dezembro | Auto Esporte-PB                           | 4 – 2 | Mixto        | Estádio da Graça |
| 10:00         | Deborah 19', Nayara 22', Tamara 26' , Ceh |       | Ray 19', Ceh |                  |

## Premiação
| Campeonato Paraibano Feminino de 2019 |
| João Pessoa                           |
| ------------------------------------- |
| Auto Esporte-PB Campeão (1.º título)  |